# Thám tử Kindaichi
Thám tử Kindaichi (tên tiếng Nhật là 金田一少年の事件簿, Kindaichi Shōnen no Jikenbo; tiếng Anh là Kindaichi Case Files hay Detective Kindaichi) là một trong những bộ truyện manga bí ẩn của Nhật Bản nói về những cuộc phiêu lưu của một cậu học sinh trung học tên là Kindaichi (Kindaichi Hajime) cháu trai của thám tử tư lừng danh Kindaichi Kosuke (được hư cấu) đi giải quyết những vụ án và truy lùng những tội phạm của hai tác giả Kanari Yozaburo hoặc Amagi Seimaru (tùy theo tập) và người minh họa vẽ tranh cho tác phẩm là họa sĩ Satō Fumiya. Tập truyện Kindaichi được đăng trên Tuần Tạp chí Shōnen vào năm 1992 là một trong những tác phẩm truyện tranh sớm nhất về thể loại bí ẩn. Vào năm 1995, tác phẩm đã đoạt Giải thưởng manga Kodansha cho shōnen. Những tập truyện được chuyển sang tiếng Anh bởi Tokyopop với cái tên The Kindaichi Case Files. Kindaichi tankōbons được xếp hạng 2 và 3 trong Xếp hạng Manga (Japanese Comic Ranking) vào tháng 10 năm 2009.
Tập truyện Kindaichi cũng được chuybển thể thành phim truyền hình dài tập với độ dài 148 tập phim bởi hãng Toei Animation.
Những tập phim Kindaichi đã được tái thực hiện với 4 vụ án mới nhưng không dựa trên nền tảng bình thường. Chỉ có 19 vụ án (những tập đầu tiên) là được bản quyền hoá bởi Tokyopop, phần còn lại thì sẽ không chắc được in ở Mĩ trừ phi lợi nhuận bán ra được cải thiện.

## Nhận xét chung
Những tập truyện Kindaichi lôi cuốn người đọc với những vụ giết người huyền bí và những màn phá án tuyệt vời của một cậu học sinh trung học. Những vụ án trong truyện thường là những vụ giết người trong phòng kín hay trên đảo hoang với những manh mối đặc sắc kèm theo những lời bí ẩn để lại tại hiện trường và hung thủ là những người quen thuộc đồng hành từ đầu tập.
Điều đáng chú ý ở Thám tử Kindaichi là kẻ giết người không bị tâm thần và những vụ giết người không vì lợi ích cá nhân. Những hung thủ bị vạch trần thường là do tổn thương nặng về tâm lý hoặc tình cảm vì nạn nhân gây ra cho mình trong quá khứ và có khi bắt nguồn từ lòng hận thù, ghen ghét đố kị, tham lam mù quáng, thói chuộng hư danh, ham muốn tiền tài vật chất v.v. Nói chung tính chất tội phạm là do bắt nguồn từ ý muốn tham vọng cá nhân, thỏa mạn dục vọng thấp hèn của con người.
Ngoài những vụ án li kì hấp dẫn hồi hộp qua những pha phá án sắc sảo, những tập truyện Thám tử Kindaichi còn giáo dục cho thanh niên sống ngày nay phải bằng chính năng lực của mình, sống đúng với pháp luật, tội ác luôn bị trừng trị và công lý công bằng trong xã hội.

## Cốt truyện
Kindaichi Hajime (tên thường gọi là Kindaichi) là một cậu học sinh trung học ở trường Fudo nổi tiếng quậy quá, nghịch ngợm, chuyên đi học trễ . Thực chất Kindaichi là một người có cá tính mạnh mẽ, rất thông minh (có chỉ số IQ là 180) cùng với những suy luận sắc bén vì cậu ta là người có một dòng máu "thiên tài" từ ông nội của mình là một nhà thám tử nổi tiếng đại tài Kindaichi Kosuke. Kindaichi có một cô bạn gái thân với nhau từ nhỏ là Nanase Miyuki, một cô gái dễ thương có tính tình đáng yêu và được rất nhiều cậu con trai đào hoa phong nhã để ý nhưng cô chỉ luôn đi theo Kindaichi dù cậu ta là một người quậy phá, vô tích sự. Kindaichi cùng với cô bạn thân Miyuki luôn phiêu lưu vào những vụ án ghê rợn, đẫm máu và đầy bí ẩn thử thách của những kẻ giết người tàn ác. Hai viên cảnh sát thường có mặt trong truyện luôn được Kindaichi hỗ trợ phá án qua những vụ án mạng là Kenmochi Isamu và Akechi Kengo.

## Tên các tập truyện xuất bản tại Việt Nam
Bộ truyện tranh Thám tử Kindaichi tái bản từ bộ truyện tranh nổi tiếng của Nhật Bản đã phát hành rộng rãi ở các quốc gia Đông Nam Á vào từ năm 1993 đến năm 1997, nay tác phẩm cũng được có mặt vào năm 2002 tại Việt Nam được Nhà Xuất Bản Trẻ phát hành. Trong truyện, nhà xuất bản đã xử lý một số hình ảnh ghê rợn để tránh để đọc giả ám ảnh sau khi đọc. Bộ truyện gồm tất cả 51 tập với độ dài từ 164 đến 168 trang, mỗi một tập là một vụ án. Ngoài ra phần hai của bộ truyện Thám tử Kindaichi vẫn tiếp diễn sau khi Kindaichi có một tháng đi vòng quanh đất Nhật bằng chiếc xe đạp của mình. Bộ tập phần hai được tung ra vào tháng 12 năm 2004 và hiện tác giả đang thực viết truyện.
Từ năm 2015, nhà xuất bản Trẻ cho tái bản lại bộ truyện.

### Thám tử Kindaichi
1. Bóng ma  trong nhà hát Opera 1
2. Cánh đồng chết
3. Bí ẩn làng Lục Giác
4. Truyền thuyết về Lão Tuyết
5. Nhà ảo thuật sau giờ học
6. Chuyến đi bão táp
7. Trại huấn luyện trượt tuyết
8. Tiếng súng lúc 4:40 sáng
9. Nỗi đau thương trên hồ Bilian
10. Sau bức màn nhung
11. Cái chết trắng
12. Gia tài dòng họ Zan
13. Tạm biệt người bạn
14. Những chuyện kể của Akechi
15. Tòa lâu đài của những con búp bê
16. Kì phùng địch thủ
17. Sập bẫy
18. Giải nỗi oan tình
19. Ngôi trường hoang phế
20. Sơn trang trên núi tuyết
21. Quân bài huyền bí
22. Những pho tượng bằng sáp
23. Chuyện 20 năm về trước
24. Chị em sinh đôi
25. Tên trộm kì dị
26. Kẻ mạo danh
27. Trạm nghiên cứu giữa rừng sâu
28. Con chó khổng lồ
29. Bài thi trắc nghiệm
30. Lời nguyền của thanh gươm
31. Giấc mơ làm diễn viên
32. Ngôi mộ trong rừng
33. Cánh rừng bị thiêu rụi
34. Kho báu trên đảo Nauru
35. Người đàn ông trong mưa
36. Bức thư bí ẩn
37. Quái vật trong gánh xiếc
38. Trận đấu cờ vua
39. Những con rối kinh hoàng
40. Quyển sách vô giá
41. Cánh bướm tử thần
42. Giấc mộng hồ Điệp
43. Chiếc va li tiền chuộc
44. Đồng tiền oan nghiệt
45. Đằng sau ánh hào quang
46. Cuộc khai quật kinh hoàng
47. Nỗi lòng người mẹ
48. Một vụ bắt cóc
49. Kẻ đội lốt chú hề
50. Vụ án cuối cùng
51. Ngày tàn của người điều khiển rối

### Thám tử Kindaichi tái bản
1. Án mạng ở nhà hát Opera (Bắt đầu series File)
2. Bí ẩn làng Lục Giác
3. Vụ án Tuyết dạ xoa
4. Vụ án bảy bí ẩn ở trường
5. Án mạng trên đảo Hiho
6. Án mạng ở hồ Hiren
7. Án mạng tại Dị Nhân quán
8. Vụ án: Khúc hát ru từ địa ngục
9. Án mạng trong mật thất ở Hida
10. Lệnh truy nã Kindaichi
11. Án mạng ở sơn trang Tarot
12. Án mạng ở lâu đài người sáp
13. Vụ án: Siêu trộm hào hoa
14. Án mạng trên đảo Nghĩa Địa
15. Án mạng trên chuyến tàu ảo thuật
16. Vụ án: Cánh bướm tử thần
17. Vụ án: Đồng Franc Pháp oan nghiệt
18. Vụ án: Chuyến khai quật kinh hoàng
19. Vụ bắt cóc Reika
20. Án mạng trong rừng ma khuyển (Bắt đầu series Case)
21. Sát thủ cung Bọ Cạp
22. Vụ án: Truyền thuyết kho báu Amakusa
23. Án mạng tại làng Yukikage
24. Án mạng tại lâu đài búp bê Nga
25. Vụ án: Gánh xiếc kì lạ
26. Vụ hành quyết Kindaichi
27. Vụ án: Truyền thuyết Ma Cà Rồng (Bắt đầu series phần 2)
28. Án mạng thứ ba tại nhà hát Opera
29. Án mạng tại trường luyện thi Ngục Môn
30. Vụ án: Truyền thuyết ma tuyết
31. Vụ án: Sát thủ ma thuật
32. Vụ án: Cuộc truy lùng thanh tra Kenmochi
33. Vụ án: Sát thủ giả kim thuật
34. Án mạng ở lâu đài trò chơi

### Thám tử Kindaichi kỉ niệm 20 năm
1. Án mạng tại Viện nghiên cứu ăn thịt người
2. Vụ án Báu Vật Cửu Long Hồng Kông
3. Án mạng tại Lâu Đài Hắc Ám
4. Vụ án Biệt thự Thập Tự Hoa hồng

- Series có 5 tập, mỗi tập gồm 8 chương và không chia theo vụ án.

### Thám tử Kindaichi R
1. Vụ án sát nhân quỷ tuyết
2. Án mạng ở khu trường học ma ám
3. Án mạng ở làng Bạch Hồ
4. Thời sinh viên của Akechi Kengo
5. Án mạng tại tổ kiến địa ngục
6. Vụ án cây anh đào hút máu
7. Án Mạng Bên Lò Sưởi
8. Án mạng Tại Đảo Búp Bê
9. Chai Rượu Vang Tử Thần
10. Án mạng Tại Khách Sạn Hắc Linh
11. Án Mạng Ở Lò Rượu Bạch Xà
12. Án Mạng Trên Đảo Seiren
13. Vụ Bắt Cóc Kindaichi Fumi

- Series có 14 tập, mỗi tập gồm 8-10 chương và không chia theo vụ án.

### Thám tử Kindaichi 37 tuổi
1. Án mạng tại resort trên đảo Uta - Bóng ma nhà hát Opera thứ tư
2. Vụ án các quý bà trên căn hộ cao cấp
3. Vụ án nghệ nhân cắm hoa Kyoto
4. Án mạng mới ở Dị Nhân quán
5. Án mạng tại biệt thự oan hồn
6. Án mạng liên hoàn Ayase
7. Kẻ sát nhân với 20 gương mặt
8. Án mạng trò chơi ma sói

- Series này hiện đang được tiếp tục và đã phát hành được 13 tập.
- Toàn bộ tên vụ án là tên không chính thức.

### Thám tử Kindaichi kỉ niệm 30 năm
1. Án mạng ở làng Yatagarasu
2. Án mạng truyền thuyết mộ sư tử Oninohe
3. Lời chào từ Siêu trộm hào hoa

### Các vụ án ngắn
1. Âm Mưu Sát Nhân Dưới Cái Lạnh Âm 15 Độ
2. Ai Đã Giết Nữ Thần?
3. Sát Nhân Song Sinh
4. Án Mạng Đêm Giáng Sinh
5. Án Mạng Trong Mê Cung Gương
6. Vụ Bắt Cóc Kindaichi Fumi
7. Cuộc Phiêu Lưu Của Kindaichi Fumi
8. Tiền Chuộc Biến Mất Trong Tuyết Trắng
9. Chứng Cứ Ngoại Phạm Trong Thước Phim
10. Sát Nhân Trong Quán Ăn
11. Án Mạng Trong Hồ Bơi Đẫm Máu
12. Vụ Án Trường Học Ma Ám
13. Bí Ẩn Sự Biến Mất Tức Thời
14. Lời Thách Thức Từ Siêu Trộm Hào Hoa
15. Tiếng Súng Lúc 4 Giờ 40 Phút Sáng
16. Vụ Án Quỷ Kiếm Ong Độc
17. Mưu Đồ Kỳ Quái Của Nữ Bác Sĩ
18. Án Mạng Trong Phòng Huyết Lưu
19. Án Mạng Tại Lễ Hội Trường Fudo
20. Hayami Reika Và Vị Khách Không Mời
21. Vụ giết người ở độ cao 10.000m

#### Các vụ án của thanh tra Akechi
1. Vụ Án Đầu Tiên Của Thiếu Niên Akechi
2. Tứ Tấu Đầy Sát Khí
3. Vụ Án Vong Hồn Kiếm Sĩ
4. Vạch Trần Lời Khai
5. Lá Bài Giết Người
6. Người Chết Chiếu Tướng
7. Án Mạng Tại Khách Sạn Ma Ám

#### Các vụ án của Takato
1. Thiếu Niên Takato Và Vụ Án Kỳ Bí

#### Các vụ án của Kindaichi lúc 14 tuổi
1. Ma quỷ tại hồ bơi
2. Vụ án bí ẩn ở khu cắm trại

#### Tiểu thuyết dài
1. Án mạng mới tại nhà hát opera - Bóng ma nhà hát opera thứ 2
2. Vụ án con tàu ma
3. Án mạng ở sơn trang máy tính
4. Án mạng ở đảo Ma Trơi
5. Vụ án: Truyền thuyết người cá Thượng Hải
6. Án mạng tại lễ hội sấm sét
7. Vụ thảm sát ở đảo Deep Blue
8. Án mạng tại biệt thự dị giáo

#### Tiểu thuyết ngắn
1. Tên đồng phạm X
2. Con quỷ bị lạc đường
3. Vụ án: Ác mộng giữa mùa hè

#### CDs
1. Tay sai của quỷ dữ
2. Án mạng tại bệnh viện Thần Chết

## Phim hoạt hình Kindaichi

### Thám tử Kindaichi (1997 - 2000)
Tổng cộng có 56 vụ án và 148 tập phim (có thêm một tập đặc biệt giữa tập 23 và tập 24) 
1. Vụ án bảy bí ẩn ở trường (tập 1 - 2 - 3)
2. Án mạng ở hồ Hiren (tập 4 - 5 - 6)
3. Án mạng ở lâu đài người sáp (tập 7 - 8 - 9)
4. Vụ án: Siêu trộm hào hoa (tập 10 - 11 - 12)
5. Án mạng trên đảo Hiho (tập 13 - 14 - 15)
6. Tay sai của quỷ dữ (tập 16 - 17)
7. Án mạng trong mật thất ở Hida (tập 18 - 19 - 20)
8. Án mạng ở nhà hát Opera (tập 21 - 22 - 23)
9. Án mạng tại bệnh viện Thần Chết (tập đặc biệt)
10. Lệnh truy nã Kindaichi (tập 24 - 25 - 26 - 27)
11. Vụ án con tàu ma (tập 28 - 29 - 30 - 31)
12. Âm mưu giết người dưới cái lạnh âm 15 độ (tập 32)
13. Án mạng trên chuyến tàu ảo thuật (tập 33 - 34 - 35 - 36)
14. Vụ án Tuyết dạ xoa (tập 37 - 38 - 39)
15. Án mạng ở sơn trang Tarot (tập 40 - 41 - 42)
16. Vụ án: Cánh bướm tử thần (tập 43 - 44 - 45 - 46)
17. Vụ bắt cóc Reika (tập 47 - 48 - 49 - 50)
18. Vụ án: Đồng Franc Pháp oan nghiệt (tập 51 - 52 - 53 - 54)
19. Ai đã giết nữ thần? (tập 55)
20. Vụ án: Chuyến khai quật kinh hoàng (tập 56 - 57 - 58 - 59)
21. Án mạng trên đảo Nghĩa Địa (tập 60 - 61 - 62)
22. Án mạng trên tàu điện (tập 63)
23. Án mạng ở đảo Ma Trơi (tập 64 - 65 - 66 - 67)
24. Bí mật của thanh tra Kenmochi: Vụ án hai chị em sinh đôi (tập 68)
25. Bí mật của thanh tra Kenmochi 2: Tên đồng phạm X (tập 69)
26. Án mạng tại Dị Nhân quán (tập 70 - 71 - 72 - 73)
27. Án mạng ở sơn trang máy tính (tập 74 - 75 - 76 - 77)
28. Án mạng vào ngày lễ Valentine (tập 78 - 79 - 80)
29. Vụ án bắt cóc Fumi Kindaichi (tập 81)
30. Án mạng trong mê cung gương (tập 82)
31. Người đàn ông trong mưa (tập 83)
32. Sát thủ cung Bọ Cạp (tập 84 - 85 - 86 - 87)
33. Tạm biệt người bạn (tập 88 - 89)
34. Vụ án: Truyền thuyết người cá Thượng Hải (tập 90 - 91 - 92 - 93)
35. Án mạng ở làng Ukai (tập 94)
36. Vụ án: Truyền thuyết kho báu Amakusa (tập 95 - 96 - 97 - 98 - 99)
37. Vụ án: Ác mộng giữa mùa hè (tập 100)
38. Án mạng tại lễ hội sấm sét (tập 101 - 102 - 103)
39. Kẻ giết người trong nhà hàng (tập 104)
40. Án mạng trong rừng ma khuyển (tập 105 - 106 - 107 - 108)
41. Akechi - Nghệ sĩ violin tuyệt vời (tập 109 - 110)
42. Án mạng tại làng Yukikage (tập 111 - 112 - 113 - 114)
43. Chiếc vali tiền chuộc biến mất trong tuyết (tập 115)
44. Con quỷ bị lạc đường (tập 116)
45. Vụ án: Truyền thuyết ma quỷ đau buồn (tập 117 - 118 - 119)
46. Vụ án kiếm sĩ ma ám (tập 120 - 121)
47. Ngôi trường hoang phế (tập 122 - 123 - 124)
48. Bí ẩn của sự biến mất tức thì (tập 125)
49. Vụ thảm sát ở đảo Deep Blue (tập 126 - 127 - 128 - 129 - 130)
50. Bằng chứng trong thước phim (tập 131)
51. Vụ án: Huyền thoại Izumo (tập 132 - 133 - 134 - 135)
52. Sự chiếu tướng của người đã chết (tập 136 - 137)
53. Án mạng ở hồ bơi đẫm máu (tập 138)
54. Án mạng tại lâu đài búp bê Nga (tập 139 - 140 - 141 - 142 - 143)
55. Lời thách thức từ Siêu trộm hào hoa (tập 144)
56. Vụ án: Gánh xiếc kì lạ (tập 145 - 146 - 147 - 148)

#### Diễn viên lồng tiếng
- Matsuno Taiki vai Kindaichi Hajime (tập 2 - 148)
- Yamaguchi Kappei vai Kindaichi Hajime (tập 1)
- Nakagawa Akiko vai Nanase Miyuki
- Kosugi Jurota vai Kenmochi Isamu
- Morikawa Toshiyuki vai Akechi Kengo
- Iizuka Mayumi vai Hayami Reika
- Ikezawa Haruna vai Kindaichi Fumi
- Hirata Hiroaki vai Itsuki Yosuke
- Ono Kenichi vai Takato Yoichi
- Nanba Keiichi vai Saki Ryuta
- Kingetsu Mami vai Miura Emily
- Yamazaki Takumi vai Makabe Makoto
- Takeda Airi vai Kaya Kyoko
- Dodo Asako vai Daigo Maki và Siêu trộm hào hoa
- Han Keiko vai Mẹ của Kindaichi Hajime

#### Bài hát mở đầu - kết thúc

##### Bài hát mở đầu
1. "Confused Memories" - Tsuburaya Yuko (tập 1 - 23)
2. "meet again" - Laputa (tập 24 - 42)
3. "君がいるから‥ (Kimi ga iru kara..)" - Nishiwaki Yui (tập 43 - 69)
4. "Brave" - Grass Arcade (tập 70 - 83)
5. "Justice" - Takayama Miru và TWO-MIX (tập 84 - 105)
6. "Why? (Funky Version)" - Color (tập 106 - 138)
7. "Never Say Why, Never Say No" - 566 và Nakano Sayuri (tập 139 - 148)

##### Bài hát kết thúc
1. "2人 (Futari)" - Tomokasa Rie (tập 1 - 17)
2. "Boo Bee Magic" - Suzuki Sarina (tập 18 - 29)
3. "Mysterious Night" - R-Orange (tập 30 - 42)
4. "White Page" - Platinum Peppers Family (tập 43 - 62)
5. "ジーンズ (Jeans)" - Hirosue Hiroko (tập 63 - 73)
6. "はてしなく青い空を見た (Hateshinaku Aoi Sora wo Mita)" - Nishiwaki Yui (tập 74 - 87)
7. "Believe Myself" - New Cinema Tokage (tập 88 - 98)
8. "Sink" - Plastic Tree (tập 99 - 110)
9. "コングラッチェ (Congrats)" - Cascade (tập 111 - 128)
10. "Ultrider" - Penicillin (tập 129 - 147)
11. "君がいるから‥ (Kimi ga iru kara..)" - Nishiwaki Yui (tập 148)

### Movie
1. Thám tử Kindaichi: Vụ án mới của nhà hát Opera
2. Thám tử Kindaichi: Vụ thảm sát ở đảo Deep Blue

### Tập đặc biệt (2007)
1. Án mạng thứ ba của nhà hát Opera
2. Vụ án: Truyền thuyết Ma Cà Rồng

### OAD
1. Vụ án: Sát thủ ma thuật (phần 1)
2. Vụ án: Sát thủ ma thuật (phần 2)

### Tên các tập phim thám tử Kindaichi trở lại (Mùa 1) (2014)
Tổng cộng có 9 vụ án và 25 tập phim
1. Vụ án: Kho báu Kowloon, Hồng Kông (tập 1 - 2 - 3 - 4)
2. Reika Hayami và vị khách không mời (tập 5)
3. Vụ án: Sát thủ giả kim thuật (tập 6 - 7 - 8 - 9)
4. Án mạng tại trường luyện thi Ngục Môn (tập 10 - 11 - 12 - 13 - 14)
5. Giết người ở độ cao 10.000m (tập 15 - 16)
6. Vụ án bí ẩn ở khu cắm trại (tập 17)
7. Ma quỷ tại hồ bơi (tập 18)
8. Vụ án: Cuộc truy lùng thanh tra Kenmochi (tập 19 - 20 - 21 - 22)
9. Án mạng ở lâu đài trò chơi (tập 23 - 24 - 25)

#### Diễn viên lồng tiếng
- Matsuno Taiki vai Kindaichi Hajime
- Nakagawa Akiko vai Nanase Miyuki
- Kosugi Jurota vai Kenmochi Isamu
- Morikawa Toshiyuki vai Akechi Kengo
- Ono Kenichi vai Takato Yoichi
- Nanba Keiichi vai Saki Ryuta
- IIzuka Mayumi vai Hayami Reika
- Dodo Asako vai Siêu trộm hào hoa
- Asanuma Shintaro vai Murakami Souta
- Satou Tomohiro vai Chủ quán cafe Cú
- Nakagawa Akiko vai Dương Lan (tập 1 - 4)
- Hamada Kenji vai Takigawa Ryuta (tập 1 - 4)
- Tobita Nobuo vai Tân Lực (tập 1 - 4)
- Nara Tooru vai Sakuma Takeru (tập 1 - 4)
- Chiba Isshin vai Lí Bạch Long (tập 1 - 4)
- Mori Norihisa vai Kim Long Đông (tập 1 - 4)
- Sako Mayumi vai Liễu Ái Bích (tập 1 - 4)
- Umezu Hideyuki vai Trần Vĩnh Phúc (tập 1 - 4)
- Kinoshita Hiroyuki vai Vương Long (tập 1 - 4)
- Moro Morooka vai Kuchinuma Suekichi (tập 5)
- Chiba Susumu vai Mitarai Yukio (tập 5)
- Kakihara Tetsuya vai Kamioka Fuma (tập 6 - 9)
- Dodo Asako vai Isshiki Rikako (tập 6 - 9)
- Shiina Hekiru vai Fukamori Hotaru (tập 6 - 9)
- Takano Urara vai Onizawa Ryuko (tập 6 - 9)
- Yanaka Hiroshi vai Enkoji Shinobu (tập 6 - 9)
- Fujimoto Takahiro vai Mayumura Takuya (tập 6 - 9)
- Numata Yusuke vai Fujimori Akira (tập 6 - 9)
- Niina Ayano vai Tanigawa Christina (tập 6 - 9)
- Nakagawa Keiichi vai Akashiba Daiki (tập 6 - 9)
- Miyajima Eri vai Mikage Satsuki (tập 6 - 9)
- Goto Saori vai Yuunagi Haruka (tập 6 - 9)
- Shimizu Kazuki vai Konoe Motohiko (tập 10 - 14)
- Kimura Subaru vai Kujiragi Daisuke (tập 10 - 14)
- Oda Hisafumi vai Moroi Ren (tập 10 - 14)
- Kinoshita Sayaka vai Shikibu Seiko (tập 10 - 14)
- Kanemoto Hisako vai Hama Akiko (tập 10 - 14)
- Takahashi Hidenori vai Nakayashiki Manabu (tập 10 - 14)
- Sugou Takayuki vai Ujiie Takayuki (tập 10 - 14)
- Igarashi Yuka vai Enami Yurika (tập 10 - 14)
- Takeuchi Junko vai Itsukushima Ranko (tập 10 - 14)
- Aizawa Yurika vai Kaidou Hitomi (tập 10 - 14)
- Asahina Takumi vai Kirisawa Tooru (tập 10 - 14)
- Hatano Wataru vai Aino Shuuji (tập 10 - 14)
- Asai Ayaka vai Momoyama Akari (tập 15 - 16)
- Komatsu Yuka vai Kagaya Yui (tập 15 - 16)
- Sonobe Yoshinori vai Shida Tomoaki (tập 15 - 16)
- Kawaragi Shiho vai Ishida Maria (tập 15 - 16)
- Fujiwara Takahiro vai Ougoshi Yutaka (tập 15 - 16)
- Tamura Makoto vai Sekigushi Shinobu (tập 15 - 16)
- Yusa Kouji vai Koganei Mamoru (tập 15 - 16)
- Hara Yuuko vai Akimine Akane (tập 17)
- Kanemoto Ryousuke vai Okazaki Koshiro (tập 17)
- Hashimoto Yui vai Takano Juri (tập 17)
- Marimura Kaoru vai Hayamiya Aoi (tập 18)
- Fukuen Misato vai Ushio Miharu (tập 18)
- Yukino Satsuji vai Nijieda Mitsuyo (tập 18)
- Hikasa Yoko vai Mizuki Runa (tập 18)
- Uchida Yuuma vai Tamaki Takumi (tập 19 - 22)
- Odagaki Yuta vai Uozaki Youhei (tập 19 - 22)
- Tanzawa Teruyuki vai Busujima Riku (tập 19 - 22)
- Sakaguchi Shuuhei vai Komori Ryosuke (tập 19 - 22)
- Nakamura Chie vai Togami Erina (tập 19 - 22)
- Tamaki Masashi vai Aoi Reiji (tập 19 - 22)
- Watanabe Yoshimi vai Togami Marina (tập 19 - 22)
- Yuzuki Ryoka vai Kikukawa Kozue (tập 23 - 25)
- Fujita Yoshinori vai Takaragi Shigeru (tập 23 - 25)
- Karasawa Jun vai Mugibayashi Mika (tập 23 - 25)
- Kondou Takashi vai Sugimoto Jun (tập 23 - 25)
- Mizushima Takahiro vai Shinomura Ikuma (tập 23 - 25)
- Horikoshi Mami vai Shinomura Shiho (tập 23 - 25)

#### Bài hát mở đầu - kết thúc

##### Bài hát mở đầu
1. "BRAND NEW STORY" - Tokyo Performance Dolls (tập 1 - 14)
2. "Yue ni, Matenrou (故に、摩天楼)" - MUCC (tập 15 - 25)

##### Bài hát kết thúc
1. "Passcode 4854 (パスコード4854)" - Yasuda Rei (tập 1 - 14)
2. "Start Line (スタートライン)" - 7!! (tập 15 - 25)

### Tên các tập phim thám tử Kindaichi trở lại (Mùa 2) (2015 - 2016)
Tổng cộng có 9 vụ án và 22 tập phim (có thêm 1 tập đặc biệt giữa tập 37 và tập 38) 
1. Vụ hành quyết Kindaichi (tập 26 - 27 - 28 - 29)
2. Án mạng ở phòng Huyết Lưu (tập 30 - 31)
3. Án mạng ở biệt thự Rosenkreuz (tập 32 - 33 - 34 - 35 - 36)
4. Tiếng súng lúc 4h40 sáng (tập 37)
5. Vụ án của thanh tra Akechi (tập đặc biệt)
6. Vụ án: Truyền thuyết về Yêu tinh tuyết (tập 38 - 39 - 40 - 41)
7. Trò lừa kì quái của nữ bác sĩ (tập 42)
8. Sự biến mất bí ẩn của chiếc huy chương vàng (tập 43)
9. Vụ án: Sự thổi dạt của cáo lửa (tập 44 - 45 - 46 - 47)

#### Diễn viên lồng tiếng
- Matsuno Taiki vai Kindaichi Hajime
- Nakagawa Akiko vai Nanase Miyuki
- Kosugi Jurota vai Kenmochi Isamu
- Morikawa Toshiyuki vai Akechi Kengo
- Ono Kenichi vai Takato Yoichi
- Nanba Keiichi vai Saki Ryuta
- Dodo Asako vai Siêu trộm hào hoa
- Asanuma Shintaro vai Murakami Souta
- Gi Ryoko vai Fujii Fumika (tập 26 - 29)
- Kusunoki Taiten vai Matsuoka Shuuji (tập 26 - 29)
- Taketora vai Shinomiya Tooru (tập 26 - 29)
- Matsuura Chie vai Hương Hồ Điệp (tập 26 - 29)
- Shingaki Tarusuke vai Giang Kiến Nhất (tập 26 - 29)
- Inoue Marina vai Nam Lệ Tinh (tập 26 - 29)
- Kugimiya Rie vai Chu Long Đạo (tập 26 - 29)
- Matsuyama Takashi vai Kariya Shuuhei (tập 26 - 29)
- Chiba Isshin vai Lí Bạch Long (tập 26 - 29)
- Nishimura Taisuke vai Kamiyama (tập 26 - 29)
- Noto Mamiko vai Kosumi Yukari (tập 30 - 31)
- Yoshino Hiroyuki vai Kaiho Manabu (tập 30 - 31)
- Takato Yasuhiro vai Okame Shusaku (tập 30 - 31)
- Majima Junji vai Mitsuishi Isao (tập 30 - 31)
- Washio Reina vai Amamoto Kaori (tập 30 - 31)
- Suganuma Hisayoshi vai Hoshi Keima (tập 30 - 31)
- Oda Kazuho vai Mẹ của Kaiho (tập 30 - 31)
- Honna Youko vai Benine Shiraki (tập 32 - 36)
- Sawashiro Miyuki vai Tsukuyomi Giselle (tập 32 - 36)
- Kawada Shinji vai Sakura Kyo (tập 32 - 36)
- Yamaji Kazuhiro vai Mori Mikado (tập 32 - 36)
- Okamura Akemi vai Zenda Miruku (tập 32 - 36)
- Minagawa Junko vai Fuyuno Yaehime (tập 32 - 36)
- Tsuda Kenjiro vai Matsurizawa Isshin (tập 32 - 36)
- Machida Masanori vai Koganei Mutsu (tập 32 - 36)
- Iwasaki Masami vai Sumeragi Sho (tập 32 - 36)
- Sugimoto Yuu vai Misaki Renka (tập 32 - 36)
- Tsunematsu Ayumi vai Yukimine Misa (tập 37)
- Kobayashi Sanae vai Maruya Runa (tập 37)
- Ueda Yoji vai Murayama Tomohiko (tập 37)
- Suwabe Junichi vai Tsukimizato Hikaru (tập 38 - 41)
- Konishi Katsuyuki vai Kuroki Mamoru (tập 38 - 41)
- Miyauchi Atsushi vai Matsushimada Manabu (tập 38 - 41)
- Muranaka Tomo vai Kagehira Ayame (tập 38 - 41)
- Igarashi Hiromi vai Kumosawa Natsuki (tập 38 - 41)
- Yasumoto Hiroki vai Sabaki Kaito (tập 38 - 41)
- Ise Mariya vai Tsubakihara Beniko (tập 38 - 41)
- Hoshi Souichiro vai Takayama Tsubasa (tập 38 - 41)
- Fujimura Ayumi vai Onodera Sorami (tập 38 - 41)
- Kobayashi Chikahiro vai Hiiragi Shinichirou (tập 38 - 41)
- Kitagawa Rina vai Soma Maki (tập 38 - 41)
- Kayano Ai vai Yukihara Sayaka (tập 38 - 41)
- Sakamoto Maaya vai Bác sĩ Kashiwagi (tập 42)
- Takahashi Shinya vai Bác sĩ Otsuka (tập 42)
- Isobe Tsutomu vai Samejima Susumu (tập 43)
- Kikuchi Mika vai Ayukawa Yuri (tập 43)
- Yasumura Makoto vai Wakasugi Kenta (tập 43)
- Kirimoto Takuya vai Kamei Tamotsu (tập 43)
- Asumi Kana vai Tsukie Marika (tập 44 - 47)
- Toriumi Kousuke vai Momose Shinpei (tập 44 - 47)
- Sendai Eri vai Kiritani Rin (tập 44 - 47)
- Asano Masumi vai Himori Misaki (tập 44 - 47)
- Takagi Motoki vai Nashimura Ryo (tập 44 - 47)
- Moriya Satomi vai Kanemoto Akari (tập 44 - 47)
- Morikubo Shoutaro vai Semisawa Shinobu (tập 44 - 47)
- Ichiki Mitsuhiro vai Inui Kotaro (tập 44 - 47)
- Sakurai Takahiro vai Kamikouji Riku (tập 44 - 47)
- Ohara Sayaka vai Mẹ của Marika (tập 44 - 47)
- Yamagishi Haruo vai Bố của Rin (tập 44 - 47)
- Morota Kaoru vai Mẹ của Riku (tập 44 - 47)
- Takatsuka Masaya vai Bố của Riku (tập 44 - 47)

#### Bài hát mở đầu - kết thúc

##### Bài hát mở đầu
1. "Yonjūshi" - NEWS (tập 26 - 38)
2. "TRAGEDY" - KAT-TUN (tập 39 - 47)

##### Bài hát kết thúc
1. "Hitomi no Oku no Milky Way" - Flower (tập 26 - 37)
2. "Ketsui no Tsubasa" - Akatsuki Rin (tập 38 - 47)

## Nhân vật

### Kindaichi Hajime (17 - 37)
Là học sinh trường trung học Fudo, tính tình lười nhác, thích những cô gái trẻ đẹp, gợi cảm. Điều này đã khiến cho Nanase Miyuki - người bạn từ thời thơ ấu của Kindaichi luôn bực dọc. Tuy nhiên, chỉ có một vài người nhìn thấy được sự thông minh và khả năng suy luận tư duy cực tốt của cậu. Với IQ 180 thừa hưởng từ ông nội (Kosuke Kindaichi). Kindaichi là thành viên của Hội khám phá bí ẩn của trường. Kindaichi cũng là một tay ảo thuật tài ba, nhanh nhẹn. Dù vẻ ngoài không gọn gàng và còn nhiều khuyết điểm nhưng cậu là một người rất tốt bụng.

### Nanase Miyuki (17 - 37)
Là người bạn thơ ấu và hàng xóm của Kindaichi. Miyuki luôn cảm thấy Kindaichi không phải là một kẻ ngốc, dường như giữa họ có tồn tại tình cảm gần đến mức yêu. Miyuki là chủ tịch Hội học sinh cũng như hội trưởng Hội khám phá bí ẩn. Là một cô gái tốt bụng, kiên trì, học giỏi và rất tình cảm. Trong tập "Sát thủ cung Bọ Cạp", sinh nhật của cô được tiết lộ, đó là ngày 24 tháng 11.

### Kenmochi Isamu (48 - 68)
Là cảnh sát ở Tokyo. Tin tưởng hoàn toàn vào khả năng và suy luận của Kindaichi. Ông cũng là người bạn đồng hành cùng Kindaichi và Nanase trong các vụ án. Xuất hiện lần đầu ở tập "Án mạng ở nhà hát Opera". Ông có người vợ là Kenmochi Kazue.

### Akechi Kengo (28 - 48)
Là một cảnh sát trẻ nhưng cấp cao hơn Isamu Kemochi. Trở về nước sau khi du học và làm cảnh sát ở Mĩ. Là một người cực kì thông minh, đẹp trai, lịch lãm tuy có phần độc đoán. Xuất hiện lần đầu ở tập "Vụ án Tuyết dạ xoa" và là kì phùng địch thủ với Kindaichi. Nhưng sau đó anh dần biết được tài năng của Kindaichi và anh đã hỗ trợ Kindaichi rất nhiều trong việc điều tra.

### Murakami Sota (17 - 37)
Là bạn cùng lớp với Kindaichi, xuất hiện lần đầu ở vụ án Bí Mật Kho Báu Amakusa như nhân vật ngoài lề và cũng thường xuyên xuất hiện ở những vụ án nhỏ của Kindaichi, sau này xuất hiện với vai trò lớn với tư cách nghi phạm  ở Án Mạng Trường Ngục Môn. Sau khi Senke Takeshi bị bắt ở vụ án Rừng Ma Khuyển, Sota dường như thay thế vai trò của Senke và là bạn thân thiết của Kindaichi.

### Hayami Reika (17 - 37)
Là một nữ diễn viên, ca sĩ, người mẫu trẻ rất nổi tiếng. Rung động trước Kindaichi và rất yêu quý, khâm phục tài năng của Kindaichi. Cô xuất hiện lần đầu cùng thanh tra Akechi ở tập "Vụ án Tuyết dạ xoa". Nhưng đến tập "Án mạng ở sơn trang Tarot" và tập "Vụ bắt cóc Reika", quá khứ đau buồn của cô mới được tiết lộ. Người cha Hayami Yuichiro mà bao lâu nay cô tin tưởng lại chính là kẻ đã giết người cha đẻ của mình. Và người anh trai ruột của cô đã nung nấu ý chí trả thù và cuối cùng, anh ta đã chết để cứu Reika khỏi trận tuyết lở. Mẹ cô chính là nữ diễn viên gạo cội Mitamura Keiko, nhưng Reika vẫn không biết và bí mật này chỉ có cô Mitamura và Kindaichi biết mà thôi.

### Takato Yoichi (23 - 43)
Được mệnh danh là "kẻ điều khiển rối từ địa ngục" - đối thủ lớn nhất của Kindaichi. Xuất hiện lần đầu trong tập "Án mạng trên chuyến tàu ảo thuật". Có mẹ là ảo thuật gia nổi tiếng Chikamiya Reiko nhưng bà đã bị bốn học trò của mình giết hại và lấy đi cuốn sổ tay ảo thuật. Từ đó, Takato đã lên kế hoạch giết bốn người đó để trả thù cho mẹ mình. Là người chuyên thực hiện cũng như lên các kịch bản giết người hoàn hảo dành cho những kẻ bị khát khao trả thù làm mờ mắt. Khi những tay sai của Takato bị Kindaichi vạch mặt, đa phần kết cục họ phải nhận sẽ là cái chết do chính Takato thực hiện. Đồng thời, trong tập "Án mạng ở biệt thự Rosenkreuz", Takato Yoichi có một người em cùng cha khác mẹ tên Tsukuyomi Giselle.

### Itsuki Yosuke (32 - 52)
Là một nhà báo tự do. Anh xuất hiện đầu tiên với vai trò là một nghi phạm trong vụ án "Án mạng ở hồ Hiren ". Anh cũng đã hỗ trợ rất nhiều cho Kindaichi ở trong những vụ án sau này. Tên thật của anh là Kimura Shinsuke. Anh có người yêu là Mogami Hazuki nhưng đã bị hung thủ giết trong tập "Vụ án: Truyền thuyết kho báu Amakusa" và có một đứa con nuôi là Tsuzuki Mizuho, nhận nuôi trong tập "Lệnh truy nã Kindaichi". Tuy ở lần đầu xuất hiện anh khá nóng tính và cộc cằn nhưng ở các tập về sau, anh là người rất tốt bụng và rất quan tâm người khác.

### Saki Ryuta (16)
Là một học sinh cấp dưới của Kindaichi. Xuất hiện lần đầu ở tập "Vụ án bảy bí ẩn ở trường". Cậu thường vác theo chiếc máy V8 và hay quay những gì mà cậu thấy trước mắt. Tuy nhiên, trong tập "Án mạng tại Dị Nhân quán", cậu đã bị hung thủ giết do đã quay lại một cảnh bằng chứng quan trọng. Nhưng trong phim hoạt hình, Saki vẫn sống, không bị giết và đồng hành xuyên suốt các tập phim

### Saki Ryuji (15 - 35)
Là một học sinh trung học. Biệt danh là Saki số 2. Xuất hiện lần đầu ở tập "Lệnh truy nã Kindaichi". Thay thế vai trò của anh trai Saki Ryuta đã chết của mình. Cậu thường vác theo một chiếc máy quay phim trong các vụ án. Có nhiều lần nhờ tài quay phim của cậu mà Kindaichi có thể tìm ra được hung thủ. Saki số 2 không xuất hiện trên anime vì anh trai của cậu không bị giết trên anime.

### Kindaichi Fumi (9 - 29)
Em họ của Kindaichi. Xuất hiện lần đầu ở tập "Án mạng vào đêm Giáng Sinh". Tuy không giỏi bằng Kindaichi nhưng Fumi cũng có khả năng suy luận tốt. Trong tập "Án mạng ở làng Ukai", một tay Fumi đã chỉ ra hung thủ của vụ án đó mà không cần sự giúp đỡ của Kindaichi. Cảnh sát Kenmochi hay gọi Fumi là "Kin tí hon".

### Dương Tiểu Long (18)
Là một thành viên của một đoàn xiếc Trung Quốc nổi tiếng và cũng là một diễn viên hành động. Trong tập "Vụ án: Truyền thuyết người cá Thượng Hải" (cũng là lần xuất hiện đầu tiên của anh), vì không có bằng chứng ngoại phạm nên anh đã bị cảnh sát Trung Quốc bắt vì tội giết cha mình. Nhưng Kindaichi không tin điều đó và đã đưa thuyền tới cứu anh. Điều đó đã tạo nên một tình bạn mạnh mẽ giữa anh và Kindaichi. Anh cũng xuất trong tập "Vụ thảm sát màu xanh thẳm" và "Vụ hành quyết Kindaichi". Tiểu Long là một thiếu niên rất khỏe mạnh, thân thiện và tốt bụng. Anh cũng rất giỏi võ.

### Hayama Marin (23)
Là phụ tá của Kindaichi khi cậu trở thành nhân viên tổ chức sự kiện 20 năm sau trong series Kindaichi 37 tuổi. Đóng vai trò giống như Miyuki khi Hayama đi theo và cùng Kindaichi điều tra manh mối cho những vụ án khó.